# Vladimir Vlaisavljević
Vladimir Vlaisavljević (Jastrebarsko, 14. srpnja 1900. − Jastrebarsko, 9. ožujka 1943.) je bio hrvatski pjesnik i prozaik. 
Boemski je živio. Nije završio fakultet. Nikad nije imao neko stalno radno mjesto koje bi mu redovito donosilo mjesečne prihode. 
Većinu pjesama napisao je u Gradskoj kavani u Jastrebarskom. 
Djela je objavljivao u periodičnim tiskovinama. Najpoznatije mu je djelo Balada o Tounjčici koju je napisao 1931. godine.
Pjesme mu se nalaze u nekoliko atologija; antologija hrvatskog duhovnog pjesništva Krist u hrvatskom pjesništvu: od Jurja Šižgorića do naših dana (izabrao i priredio Vladimir Lončarević),  iz 2007. godine, Hrvatska božićna lirika: od Kranjčevića do danas (prir. Božidar Petrač) iz 2000., u antologiji hrvatskog pjesništva Korab koralovy : tisic let charvatske poezie v dile stovky basniku (prijevod na češki Dušan Karpatský), Lirika Velikog petka (prir. Ante Stamać) iz 1998., Molitvenik hrvatskih pjesnika vijenac molitava (izabrao Josip Brkić) iz 2008., antologiji hrvatskih pjesama u prozi Naša ljubavnica tlapnja (prir. Zvonimir Mrkonjić, Hrvoje Pejaković, Andriana Škunca) iz 1992., Nesmireni zov - prijatelji u pustoj zemlji: antologija iz olovnih vremena (prir. Rolando Barolda i Krsto Cviić) iz 2005., antologija poezije hrvatskog ekspresionizma Put kroz noć (izbor Branimir Donat, ilustrirao Ignjat Job) iz 2001., Stablopis : hrvatski pjesnici o stablu i šumi (izbor Ana Horvat, predg. Božica Jelušić, pogovor Slavko Matić) iz 2011., Subića: hrvatski pjesnici o životinjama (sastavila Ana Horvat) iz 2010., Svit se konča: antologija hrvatskoga pjesništva od početaka do danas (sastavljač Ivan Grljušić) iz 2007., U sjeni transcendencije : antologija hrvatskoga duhovnoga pjesništva od Matoša do danas  (sastavili i uredili Neven Jurica, Božidar Petrač), Veliki pehar vina : vino u hrvatskom pjesništvu (prir. Stjepan Sučić) iz 2005., Vječne pjesme hrvatske ... : XX. stoljeća (prir. Miroslav S. Mađer).
Objavljene su mu zbirke:
- Kruha i srca, Knjižnica Pododbora Matice hrvatske ; knj. 12, 1938.
- San i java, Nakladnička cjelina: Hrvatska narodna prosvjeta, 1941.
- Ranjeni galeb: pjesme šestorice (zajedničko izdanje, autori Frano Alfirević, Salih Alić, Ivo Balentović, Gustav Krklec, Nikola Šop, Vlado Vlaisavljević, Naklada Hrvatski orač, 1942.
- Balada o Tounjčici (odabrao i prir. Zlatko Tomičić), 1957.
- zajedničko izdanje Pjesme; Mor (Đuro Sudeta), Pjesme i priče (Nikola Šop),  Pjesme i pjesničke proze Vlado Vlaisavljević (prir. Saša Vereš), Matica hrvatska, 1966.
- Izabrana djela (zajedno s pjesmama Marijana Matijaševića) (prir. Cvjetko Milanja), Matica hrvatska, 2004.

## Priznanja
- spomen-ploča na njegovoj rodnoj kući, otkrivena 18. prosinca 2010.